# Stalin Wasn't Stallin'
Stalin Wasn't Stallin' (trad. "Stalin non era in stallo") è un brano musicale del 1943, composto dal gruppo gospel americano Golden Gate Quartet.
La canzone elogia gli sforzi di Iosif Stalin nella sua strenua difesa all'invasione dell'Unione Sovietica da parte della Germania nazista.
Una celebre cover della canzone sarà poi quella rilasciata da Robert Wyatt nel 1982 nella raccolta Nothing Can Stop Us.

## Contesto storico
L'inaspettato arresto dell'avanzata nazista da parte dell'Armata Rossa, le strenue condizioni cui era sottoposta la popolazione occupata dai nazisti e la tenacia con cui Stalin reagì all'attacco diffusero in tutta l'opinione pubblica mondiale, non solo quella di istanze comuniste e socialiste, un grande sentimento di ammirazione verso il dittatore sovietico (che venne infatti soprannominato "Padre di tutti i popoli"), che godeva poi di un notevole appeal tra i lavoratori e le classi subalterne di tutto il mondo. Anche negli Stati Uniti si diffondevano idee di ammirazione, specie tra il proletariato urbano e la comunità afroamericana, ancora vittima della segregazione razziale.
Lo stesso presidente Franklin Delano Roosevelt aveva dichiarato in un discorso del 28 luglio 1943 che:
Con l'ascesa alla presidenza di Harry Truman nel 1945 e l'inizio della guerra fredda si procedette a sradicare qualsiasi forma di simpatia verso il nascente blocco socialista.

## Testo
Il testo del brano è stato scritto da Willie Johnson, uno dei membri dei Golden Gate Quartet. È composto da 6 strofe alternate dall'iconico ritornello.

### Ritornello
Inglese

Stalin wasn't stallin'

When he told the beast of Berlin

That they'd never rest contented

Till they had driven him from the land

So he called the Yanks and English

And proceeded to extinguish

The Führer and his vermin

This is how it all began.
Traduzione

Stalin non era in stallo

Quando disse alla bestia di Berlino

Che non avrebbero riposato soddisfatti

Finché non la avessero cacciata dal paese

Così chiamò gli yankee e gli inglesi

E procedette ad annientare

Il Führer e il suo verminaio

Così è come tutto ebbe inizio.